# Kyle Adam Carrozza
Kyle Adam Carrozza (Catskill, Nueva York; 19 de mayo de 1979) es un animador, actor de voz y músico estadounidense. Es más conocido como el creador de Mighty Magiswords de Cartoon Network (2015-2019) y del cortometraje de  MooBeard: The Cow Pirate de la serie de cortos de Nickelodeon Random! Cartoons
Carrozza trabajó como artista de storyboards para Fanboy & Chum Chum, Animaniacs, Los Casagrande: La película y The Fairly OddParents: A New Wish, así como diseñador de personajes para Bob Esponja: Un héroe fuera del agua. Como músico, con frecuencia compuso e interpretó bajo el nombre TV's Kyle Kyle y apareció en Dr. Demento y The Funny Music Project.
En junio de 2024, Carrozza fue arrestado por dos cargos de posesión de pornografía infantil.

## Primeros años
Carrozza nació el 19 de mayo de 1979 en Catskill, Nueva York. Su padre trabajó como profesor en Catskill Middle School y como fotógrafo. Estudió con el caricaturista Brian Mitchell durante el verano. Se graduó de Catskill High School en 1997 y en Art Institute of Philadelphia en 1999.

## Carrera

### Animación
La primera profesión de animación de Carrozza como animador intermedio y artista de limpieza para StarToons de Jon McClenahan, trabajando específicamente sin acreditar en el episodio de Animaniacs (1993) «Bully for Skippy». Carrozza finalmente volvería a la franquicia como artista de guiones para la serie de reinicio en 2020.
Carrozza también trabajó para Knowledge Adventure bajo su división Funnybone Interactive haciendo diseñado a personajes, animador y voz en off para títulos de CD-ROM selectivos como JumpStart. Más tarde, produciría y desarrollaría su propio cortometraje para Nickelodeon Random! Cartoons, «MooBeard: The Cow Pirate».
Pasó a ser como artista de storyboards para las series animadas como Fanboy & Chum Chum, Pecezuelos, Doctora Juguetes, Bravest Warriors, Los Casagrande: La película y The Fairly OddParents: A New Wish, y diseñador de personajes para la película animada  Bob Esponja: Un héroe fuera del agua.
Carrozza creó Mighty Magiswords, que se estrenó en 2015 y fue acudida como la primera serie digital de Cartoon Network hecha en línea. Los cortos se convirtieron más tarde en una serie de televisión que se estrenó el 29 de septiembre de 2016. Los personajes de la serie fueron creados por Carrozza en 1996, y el proyecto se presentó por primera vez para la cadena en 2005-2006 (como Legendary Warriors for Hire), y a Mondo Media, en 2007-2008 como «Dungeons and Dayjobs» antes de que Cartoon Network lo aceptara en 2013. La serie concluyó en 2019 y la duración restante se estrenó en Cartoon Network Video y Boomerang.

### Música
Carrozza comenzó a producir música desde principios de la década de 1990, lanzando la mayoría de sus canciones en línea bajo el nombre de «TV's Kyle». Él es experto en acordeón, teclados y software de música como GarageBand. Muchas de sus canciones se pueden escuchar en su BandCamp, y se tocan con frecuencia en la música de comedia Dr. Demento y The FuMP.

## Vida personal
Está casado con Lindsay Smith, diseñadora de personajes y actriz de voz que también trabajó en Mighty Magiswords.

## Problemas legales
El 20 de junio de 2024, Carrozza fue arrestado por posesión en dos cargos de pornografía infantil. Varios ex colegas, como animador Nico Colaleo, otro artista de storyboards Mighty Magiswords, Luke Sienkowski (conocido profesionalmente como Luke Ski) y The FuMP, han anunciado su disociación con él como resultado. En su cuenta X, Sienkowski declaró: «Ya no trabajaré con Kyle A. Carrozza» y que «Nuestro podcast de animación ha sido retirado por la red que lo alojaba», en referencia al podcast Carrozza y Sienkowski que se presentaron para Otaku Generations titulado «Kyle and Luke Talk About Toons», mientras que The FuMP declaró que «hemos eliminado la lista de Kyle de la página de Artistas y hemos eliminado sus canciones del reproductor aleatorio en la parte inferior del sitio. Sin embargo, no vamos a eliminar sus canciones del archivo por completo. Hacerlo sería reescribir la historia y negar que alguna vez fue la parte importante de The FuMP"»
Mientras tanto, Colaleo declaró que «he evitado pasar el rato con Kyle Carrozza durante los 15 años que lo he conocido», alegando que esto fue porque «me dio un ambiente extraño». Needlejuice Records, que colaboró con Carrozza en una exitosa campaña de Kickstarter para su música, también anunció su desvinculación con él y ha eliminado toda su música de su lista.
El 25 de julio de 2024, Colaleo reveló que Carrozza ha sido liberado de la cárcel, actualmente está en libertad condicional de 3 años y debe registrarse como delincuente sexual. La investigación sigue abierta a partir de ahora.

## Influencias
Carrozza se inspira a las obras de Bob Clampett, muchos exalumnos de Spümcø (como por ejemplo; Bob Camp, Jim Smith, Eddie Fitzgerald, Lynne Naylor, etc.), Doug TenNapel, Bill Kopp, Bruce Timm, Ken Mitchroney y Jhonen Vásquez como sus principales inspiraciones. Carrozza también estuvo muy influenciado por los programas de anime y tokusatsu (como por ejemplo; Super Sentai, Kamen Rider, etc.) e implantaba con frecuencia referencias a ellos en sus obras.
El estilo musical de Carrozza fue influenciado por las obras de «Weird Al» Yankovic, They Might Be Giants y numerosos artistas, con los dos antiguos inspirando su uso del acordeón en sus obras.

## Filmografía

### Películas
| Año  | Título                               | Storyboards | Notas                                                     |
| ---- | ------------------------------------ | ----------- | --------------------------------------------------------- |
| 2011 | God Bless America                    | No          | Actor: Guitarrista de American Superstarz (sin acreditar) |
| 2015 | Bob Esponja: Un héroe fuera del agua | No          | Diseñador de personajes                                   |
| 2024 | Los Casagrande: La película          | Sí          |                                                           |

### Series animadas
| Año       | Título                            | Storyboards | Escritor | Notas |
| --------- | --------------------------------- | ----------- | -------- | --- |
| 1997      | Animaniacs (1993)                 | No          | No       | Animador intermedio y artista de limpieza para «Bully for Skippy» (sin acreditar)                                                                               |
| 2005      | Random! Cartoons                  | Sí          | Sí       | «MooBeard: The Cow Pirate» |
| 2005-2006 | Danger Rangers                    | Sí          | No       | Artista de storyboards |
| 2010–2011 | Fanboy & Chum Chum                | Sí          | No       | Artista de storyboards |
| 2012      | Pecezuelos                        | Sí          | No       | Artista de storyboards |
| 2013      | Doctora Juguetes                  | Sí          | No       | Animador de flash para episodio «Big Head Hallie», artista de storyboards para cortometraje «The Doc Files»                                                     |
| 2015-2019 | Mighty Magiswords                 | Sí          | Sí       | Creador, historia, escritor, actor de voz, productor ejecutivo, artista de storyboards, compositor, diseño de personajes, diseño de fondo, diseñador de modelos |
| 2020-2023 | Animaniacs (2020)                 | Sí          | Sí       | Artista de storyboards |
| 2021-2024 | The Snoopy Show                   | Sí          | No       | Artista de storyboards |
| 2023-2024 | The Fairly OddParents: A New Wish | Sí          | No       | Artista de storyboards |
| 2024      | Camp Snoopy                       | Sí          | No       | Artista de storyboards (solo en la primera temporada) |

### Web
| Año  | Título           | Rol                             |
| ---- | ---------------- | ------------------------------- |
| 2012 | Bravest Warriors | Artista de storyboards: CatBug  |
| 2021 | Wha Cha Got?     | Artista de storyboards: Spatula |

### Videojuegos
| Año  | Título                        | Rol                                     |
| ---- | ----------------------------- | --------------------------------------- |
| 1999 | JumpStart Explorers           | Diseñador de personajes, animador y voz |
| 1999 | JumpStart Around the World    | Voz                                     |
| 2000 | JumpStart Adventure Challenge | Diseñador de personajes                 |
| 2007 | Ratatouille                   | Exanimador                              |
| 2007 | ABC Mouse                     | Diseñador de personajes y gráficos      |

### Actor de voz
| Año       | Título                            | Rol                                                                 |
| --------- | --------------------------------- | ------------------------------------------------------------------- |
| 1999      | JumpStart Explorers               | Voces adicionales                                                   |
| 1999      | JumpStart Around the World        | Brady Bear                                                          |
| 2008      | Random! Cartoons                  | Ungus the Unpleasant / Ungentlemanly Pig (MooBeard: The Cow Pirate) |
| 2015–2019 | Mighty Magiswords                 | Prohyas / Narrador / Grup el Dragón / Varios                        |
| 2018      | The Powerpuff Girls               | Harmadillo                                                          |
| 2023      | SCOOP D'ÉTAT                      | Sun                                                                 |
| 2024      | The Fairly OddParents: A New Wish | Pe-Az #1 / Pe-Az #2 / Pe-Az #3                                      |